# Västlänken
| Streckenführung Västlänken |                      |                                   |                                   |
| Spurweite: | 1435 mm (Normalspur) |                                   |                                   |
| |                      |                                   |                                   |
| \| \| \| Västra stambanan nach Stockholm C \| \| \| \| \| Vänerbanan nach Kil/Ed \| \| \| \| \| Bohusbanan nach Strömstad \| \| \| \| \| \| \| \| \| \| Abzw. Västlänken \| \| \| \| \| \| \| \| \| \| \| \| \| \| \| Göteborg C \| \| \| \| \| Haga \| \| \| \| \| Ende Gårdatunneln \| \| \| \| \| Liseberg \| \| \| \| \| \| \| \| \| \| Korsvägen \| \| \| \| \| Abzw. Västlänken \| \| \| \| \| Beginn Gårdatunneln \| \| \| \| \| Kust till kust-banan nach Kalmar \| \| \| \| \| Västkustbanan nach Lund \| \| \| \| \| \| \| \| Quellen: [1] \| \| \| \| |                      |                                   |                                   |
| Strecke |                      | Västra stambanan nach Stockholm C | Västra stambanan nach Stockholm C |
| Abzweig geradeaus und von rechts |                      | Vänerbanan nach Kil/Ed            | Vänerbanan nach Kil/Ed            |
| Abzweig geradeaus und von rechts |                      | Bohusbanan nach Strömstad         | Bohusbanan nach Strömstad         |
| Strecke von links (außer Betrieb) · Abzweig geradeaus, nach links und ehemals nach rechts · Strecke von rechts |                      |                                   |                                   |
| Strecke von links (außer Betrieb) · Strecke nach rechts (außer Betrieb) · Strecke · Strecke |                      | Abzw. Västlänken                  | Abzw. Västlänken                  |
| Tunnelanfang (Strecke außer Betrieb) · Strecke von halblinks · Kreuzung geradeaus unten · Abzweig geradeaus und von halbrechts |                      |                                   |                                   |
| Strecke (außer Betrieb) (im Tunnel) · Strecke |                      |                                   |                                   |
| Bahnhof (Strecke außer Betrieb) (im Tunnel) · Kopfbahnhof Streckenende · Strecke |                      | Göteborg C                        | Göteborg C                        |
| Bahnhof (Strecke außer Betrieb) (im Tunnel) · Strecke |                      | Haga                              | Haga                              |
| Strecke (außer Betrieb) (im Tunnel) · Tunnelanfang |                      | Ende Gårdatunneln                 | Ende Gårdatunneln                 |
| Strecke (außer Betrieb) (im Tunnel) · Haltepunkt / Haltestelle (im Tunnel) |                      | Liseberg                          | Liseberg                          |
| Strecke nach links (außer Betrieb) (im Tunnel) · Strecke von rechts (außer Betrieb) (im Tunnel) · Strecke (im Tunnel) |                      |                                   |                                   |
| Bahnhof (Strecke außer Betrieb) (im Tunnel) · Strecke (im Tunnel) |                      | Korsvägen                         | Korsvägen                         |
| Strecke nach links (außer Betrieb) (im Tunnel) · Abzweig von links und ehemals von rechts (im Tunnel) · Strecke nach rechts (im Tunnel) |                      | Abzw. Västlänken                  | Abzw. Västlänken                  |
| Tunnelende |                      | Beginn Gårdatunneln               | Beginn Gårdatunneln               |
| Abzweig geradeaus und nach links |                      | Kust till kust-banan nach Kalmar  | Kust till kust-banan nach Kalmar  |
| Strecke |                      | Västkustbanan nach Lund           | Västkustbanan nach Lund           |
| |                      |                                   |                                   |
| Quellen: |                      |                                   |                                   |

Västlänken ist ein in Bau befindliches Eisenbahnprojekt für Nahverkehrs- und Regionalzüge im Tunnel unter dem Zentrum der schwedischen Großstadt Göteborg. Damit sollen Ziele innerhalb Göteborg und in Westschweden leichter erreicht werden.
Auf der Strecke sollen fünf Regionalverkehrslinien im 15-Minuten-Takt (zur Hauptverkehrszeit) verkehren (sonst 30-Minuten-Takt).

## Technische Planungen
Die zweigleisige Strecke ist etwa acht Kilometer lang, von denen sechs Kilometer im Tunnel verlaufen. Der Tunnel erhält einen neuen unterirdischen Bahnhof unterhalb Göteborgs centralstation sowie die neuen Tunnelhalte Korsvägen und Haga. Die Bauvorbereitung lief 2016 an, der Baustart erfolgte 2018, die Inbetriebnahme ist für 2026 vorgesehen. Für das Vorhaben sollen fünf Hauptbauverträge ausgeschrieben werden.
Die Kapazität des Kopfbahnhofs Göteborg gilt zur Spitzenstunde als erschöpft. Der Hauptbahnhof soll um vier unterirdische Gleise an zwei Bahnsteigen ergänzt werden. Die Stationen Haga und Korsvägen werden von Anfang an für den späteren Ausbau auf vier Gleise vorbereitet.
Der bürgernahe Planungsprozess wurde vielfach gelobt. Das Projekt soll aus Einnahmen der städtischen Citymaut finanziert werden. Laut einem Bericht der Göteborgs-Posten seien die kalkulierten Kosten von 300 Millionen Euro im Jahr 1989 auf 2,3 Milliarden Euro im Jahr 2009 gestiegen. Trafikverket schätzt die Baukosten auf 20 Milliarden Kronen auf dem Preisniveau von 2009.
Die Strecke soll mit ETCS ausgerüstet werden.

## Bau
Der schwedische Land- und Umweltgerichtshof (Mark- och miljööverdomstolen) hat am 14. Mai 2018 entschieden, dass mit den Bauarbeiten bereits begonnen werden darf, obwohl die Urteile des Berufungsverfahrens noch nicht vorliegen. Der erste Spatenstich für das Projekt erfolgte am 30. Mai 2018.
Trafikverket erhält zwischen 2021 und 2027 Mittel zur Durchführung von Tunnelarbeiten, einschließlich Servicetunnel, Betonarbeiten und Umweltmanagement von der Europäischen Union in Höhe von 65.515.338 Euro.
Am 24. Januar 2023 kündigte Trafikverket den Vertrag mit dem Bauunternehmen AGN, das den Auftrag für den Abschnitt E03 Kvarnberget des Västlänken hatte, wegen erheblichen Verzögerungen beim Bau. Nach einer im August 2023 vorgestellten, überarbeiteten Zeit- und Kostenanalyse rechnete Trafikverket daraufhin mit einer Kostensteigerung von 8 Milliarden Kronen auf 34,3 bis 38,5 Milliarden Kronen und einer Verzögerung der Gesamtinbetriebnahme um bis zu sechs Jahre auf 2029–2032. Der Zeitplan für die 2026 geplante vorzeitige Inbetriebnahme der Centralstation als provisorischen Kopfbahnhof blieb dabei unverändert.

## Gegner
Das 2007 gegründete Aktionsbündnis Stoppa Västlänken hat sich gegen den Bau des Västlänken ausgesprochen. Ihre Initiative begründet das Bündnis damit, dass ihrer Meinung zufolge für das Tunnelbauvorhaben kein nationales Interesse vorläge. Darüber hinaus sei das gesamte Bauwerk nach heutiger Planung bereits von Lokalzügen dermaßen belegt, dass es weder Güterzüge noch weitere Fernzüge aufnehmen könne.
Bei Wahlen im September 2018 erhielt eine Partei, die sich einzig und allein dem Stopp des Västlänken-Projekts verschrieb, ausreichend viele Sitze im Stadtrat von Göteborg, um die Realisierung des Projekts zu gefährden.

## Planung der Bahnhöfe

### Centralen
Der neue Bahnhof Centralen wird zwei Bahnsteige mit vier Gleisen erhalten. Er wird nördlich des heutigen Hauptbahnhofes entstehen.

### Haga
Der Bahnhof wird etwa 25 Meter unter der Erdoberfläche entstehen. 17.000 Einwohner haben von ihrer Wohnung zum Bahnhof einen Fußweg bis etwa zehn Minuten. Dazu arbeiten im Bereich des Bahnhofes etwa 36.000 Menschen.

### Korsvägen
Korsvägen ist ein wichtiger Knotenpunkt im öffentlichen Verkehrsnetz von Göteborg. Världskulturmuseet, Universeum, Liseberg, Svenska Mässan, Valhalla und Scandinavium liegen in der Nähe des Bahnhofes. 14.000 Einwohner haben von ihrer Wohnung zum Bahnhof einen Fußweg bis etwa zehn Minuten. Dazu arbeiten im Bereich des Bahnhofes etwa 20.000 Menschen.

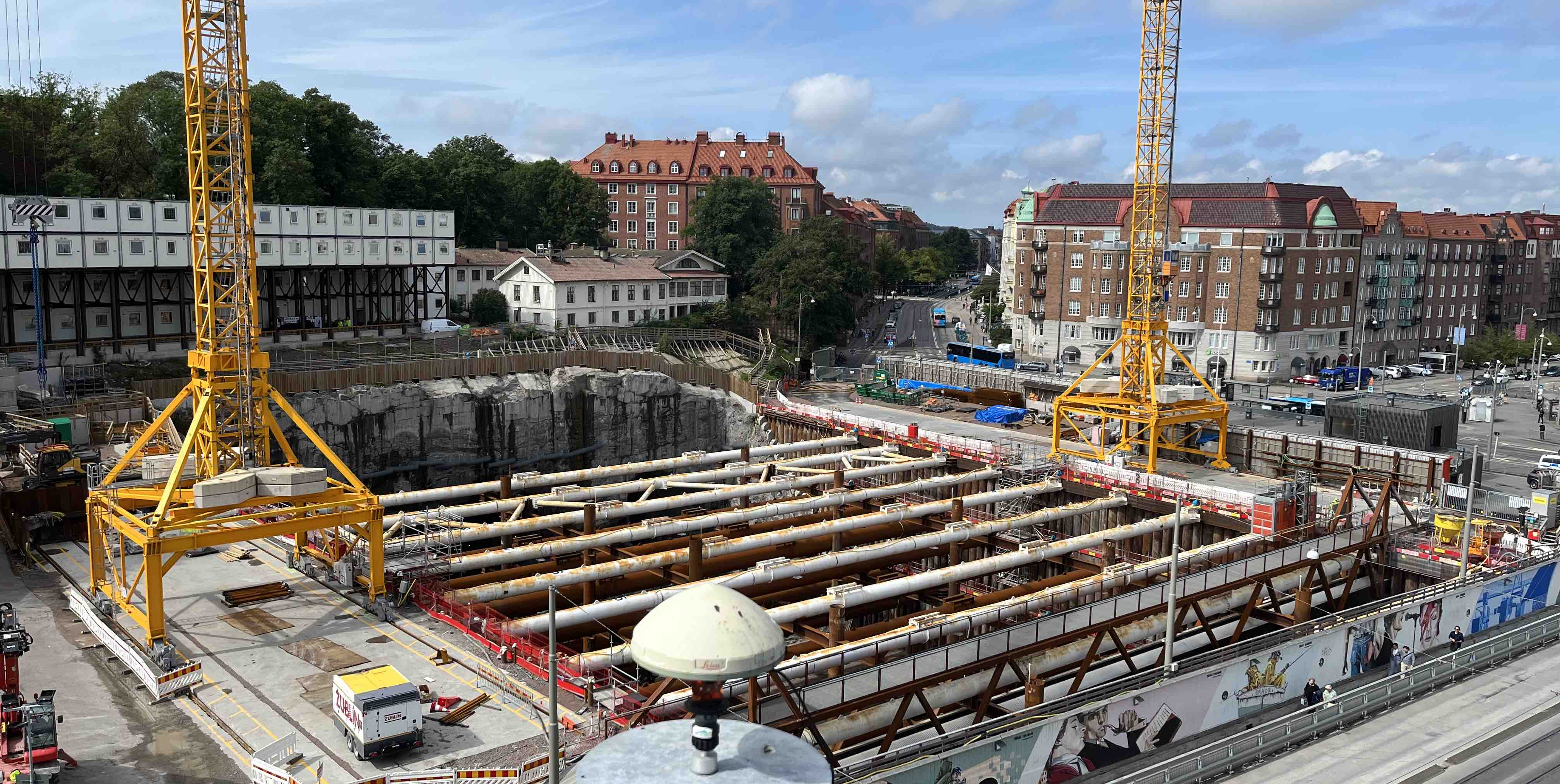
Westliche Baugrube im August 2023
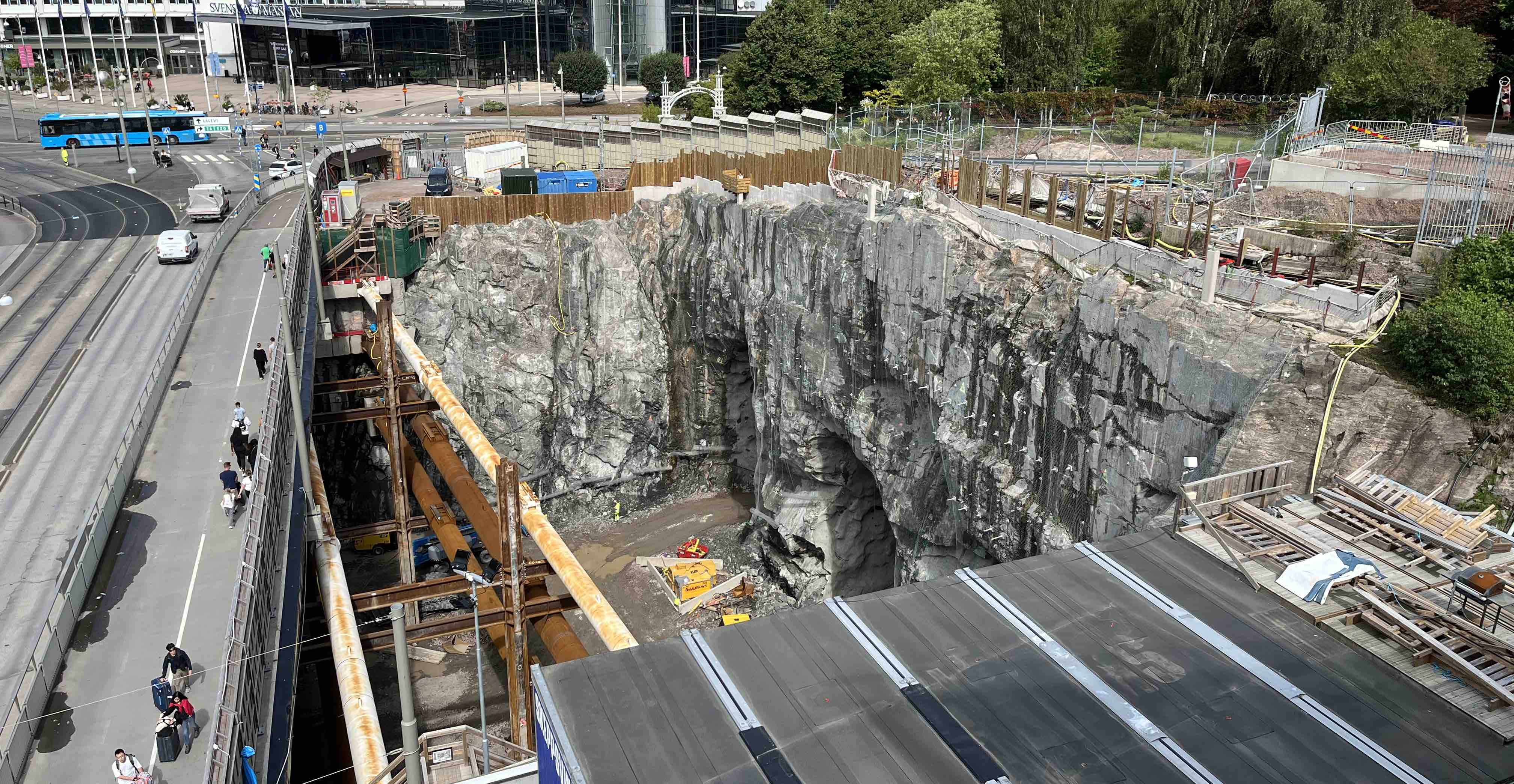
Östliche Baugrube im August 2023